# Svéradický mlýn
Svéradický mlýn (U Chaloupků) ve Svéradicích v okrese Klatovy je vodní mlýn, který stojí západně od obce na Svéradickém potoce pod Mlýnským rybníkem. Je chráněn jako nemovitá kulturní památka České republiky.

## Historie
Mlýn je v archivních pramenech uváděn již v 16. století. Všechny jeho objekty zachycené na mapě Stabilního katastru z roku 1837 jsou zakresleny jako nespalné.

## Popis
Mlýn je umístěn pod hrází rybníka zčásti sevřeného skalami. Areál tvoří čtyři budovy situované podél tří stran dvora na půdorysu protáhlého obdélníka. Mlýnice s obytnou částí stojí podél východní strany dvora, stodola s vejminkem podél západní strany a chlévy podél severní strany, která je rovnoběžná s hrází.
Z rybníka vedla voda na vodní kolo náhonem. Ke kolu ji přivádělo kamenné koryto a dřevěné, keramikou vyložené vantroky. Poté odtékala odpadním kanálem, jehož dno bylo vydlážděno kamennými deskami. Vodní kolo na vrchní vodu se dochovalo (k roku 1930: hltnost 0,153 m³/s, spád 4 m, výkon 5,2 HP), Francisova turbína od výrobce Julius Škrlandt a spol. z Českých Budějovic leží rozebraná u lednice. Z pomocných motorů a generátorů měl mlýn plynosací motor a od roku 1946 elektrický motor (zaniklo). Pro vlastní potřebu zde byla vyráběna elektrická energie (zaniklo).